# Cantone del Sartenese-Valinco
Il Cantone del Sartenese-Valinco (in francese Canton du Sartenais-Valinco) è una divisione amministrativa del dipartimento della Corsica del Sud, compreso nell'Arrondissement di Sartene.
È stato creato a seguito della riforma approvata con decreto del 24 febbraio 2014, che ha avuto attuazione dopo le elezioni dipartimentali del 2015, e comprende 25 comuni:
- Altagene
- Arbellara
- Aullene
- Belvedere-Campomoro
- Bilia
- Cargiaca
- Foce
- Fozzano
- Giuncheto
- Granace
- Grossa
- Loreto di Tallano
- Mela
- Olmeto
- Olmiccia
- Propriano
- Quenza
- Santa Lucia di Tallano
- Santa Maria-Figaniella
- Sartene
- Serra di Scopamene
- Sorbollano
- Viggianello
- Zerubia
- Zoza